# Айш (приток Регница)
Айш (нем. Aisch) — река в Германии, протекает по Франконии (земля Бавария). Речной индекс 2428. Длина реки 82,99 км. Площадь бассейна 1006,80 км². Высота истока 320 м. Высота устья 244 м.
Имеет левый приток Раннах.